# كنيسة الحقيقة
كنيسة الحقيقة أو الواقعية Church of Reality ديانة تعتمد على فلسفة الواقعية تؤمن بأي شيء يعتبر حقيقة واقعية. شعارها «إذا كان واقعيا فنحن نؤمن به» وحسب موقع الكنيسة «لا أحد يعرف كل الحقيقة، لذلك فكنيسة الحقيقة تطلب الحقيقة كما هي. أعضاء الكنيسة صريحون فكريًا مع أنفسهم وغيرهم لذلك يستطيعون ترك الأساطير والتركيز على الحقيقة الواقعية»

بدأت الكنيسة مع فكرة صاحبها مارك بركل Marc Perkel الذي اشترى عام 1998 موقعًا على الإنترنت وبدأ عمله لبناء الكنيسة خلال السنوات التالية.

## عقائد الكنيسة
ترفض الكنيسة العقائد التالية
- الخلاص
- أي شيء خارق للطبيعة
- الشعائر
- التفوق الأخلاقي [5]

وتعتبر نفسها أنها
- ليست فرقة
- ليست خدعة
- ليست منظمة سياسية
- ليست مؤسسة علمية [5]

## مواقع خارجية
- موقع الكنيسة